# Kleč (plitvina)
Kleč je v oceanografiji, geomorfologiji in geoznanosti je plitvina naravni potopljeni greben, breg ali pregrada, ki je sestavljen iz peska ali drugega nekonsolidiranega materiala ali je z njim prekrit in se dviga iz dna vodnega telesa blizu površine. Pogosto se nanaša na tiste potopljene grebene, bregove ali prečke, ki se dvigajo dovolj blizu gladine vodnega telesa, da predstavljajo nevarnost za plovbo. Plitvine so znane tudi kot peščene brežine, peščene gredi ali prodišča. Dve ali več plitvin, ki so ločene s skupnimi koriti ali med seboj povezane s preteklimi ali sedanjimi sedimentnimi in hidrografskimi procesi, se imenuje kompleks plitvin.
Izraz plitvina se uporablja tudi na številne načine, ki so lahko podobni ali precej drugačni od tega, kako se uporablja v geološki, geomorfološki in oceanografski literaturi. Včasih se ta izraz nanaša na katero koli razmeroma plitvo mesto v potoku, jezeru, morju ali drugem vodnem telesu; skalnato območje na morskem dnu znotraj območja, označenega za navigacijske namene; ali rast vegetacije na dnu globokega jezera, ki se pojavi na kateri koli globini ali se uporablja kot glagol za proces prehajanja iz večje v manjšo globino vode.

## Opis
Za plitvine so značilni dolgi in ozki (črtasti) grebeni. Lahko se razvijejo tam, kjer potok, reka ali oceanski tok spodbuja odlaganje usedlin in zrnatega materiala, kar povzroči lokalno plitvino vode. Morske plitvine nastanejo tudi z utopitvijo pregradnih otokov na mestu zaradi občasnega dviga morske gladine ali z erozijo in potopitvijo neaktivnih deltnih reženj.
Plitvine se lahko pojavijo kot obalne reliefne oblike v morju, kjer so razvrščene kot vrsta oceanskih brežin, ali kot rečne reliefne oblike v rekah, potokih in jezerih.
Kleč lahko sezonsko loči manjše vodno telo od morja, kot so:
- Morske lagune
- Ustja somornice
- Sladkovodni sezonski tokovi in rečna ustja ter delte.

Izraz se lahko uporablja za značilnosti reliefa, ki obsegajo velik razpon velikosti, od dolžine nekaj metrov v majhnem potoku do morskih usedlin, ki se raztezajo na stotine kilometrov vzdolž obale, ki se pogosto imenujejo pregradni otoki.

### Sestava
Običajno so sestavljeni iz peska, čeprav so lahko iz katere koli zrnate snovi, do katere ima dostop premikajoča se voda in jo je sposobna premikati (na primer prst, mulj, gramoz, prodniki ali celo balvani). Velikost zrn materiala, ki sestavlja kleč, je povezana z velikostjo valov ali močjo tokov, ki premikajo material, pomembna pa je tudi razpoložljivost materiala, ki ga obdelujejo valovi in tokovi.

## Nastanek
Nabiranje valov je proces, ko se površinski valovi premikajo proti plitvi vodi, kot je plaža, se upočasnijo, njihova višina valov se poveča in razdalja med valovi se zmanjša. To vedenje se imenuje oblivanje, valovi pa se plitvijo. Valovi lahko narastejo do točke, ko se zlomijo, ali pa tudi ne, odvisno od tega, kako veliki so bili na začetku in kako strmo je pobočje plaže. Zlasti se plitvijo valovi, ko gredo čez potopljene peščene brežine ali grebene. To je lahko zahrbtno za čolne in ladje.
Tudi plitvina lahko lomi valove, zato valovi spremenijo smer. Na primer, če gredo valovi čez nagnjen breg, ki je na enem koncu plitvejši od drugega, bo učinek plitvine povzročil, da se bodo valovi bolj upočasnili na plitvem koncu. Tako se bodo valovne fronte lomile in spreminjale smer kot svetloba, ki gre skozi prizmo. Do loma pride tudi, ko se valovi premikajo proti plaži, če valovi prihajajo pod kotom proti plaži ali če se plaža na enem koncu bolj postopno nagiba kot na drugem.

### Vrste

#### Peščeni in vzdolžni kleči
Na mestih, kjer se valovi lomijo, nastanejo peščeni kleči, znani tudi kot koritasti kleči, ker valovi, ki se lomijo, ustvarijo tok proti obali s kompenzacijskim protitokom vzdolž dna. Včasih se to zgodi proti morju od korita (morska reliefna oblika).
Pesek, ki ga prenaša premikajoči se spodnji tok na morju, se odlaga tam, kjer tok doseže prelom valov. Drugi obalni kleči lahko ležijo dlje od obale in predstavljajo točko preloma še večjih valov ali točko preloma ob oseki.

#### Peresip
V ruski tradiciji geomorfologije je peresyp peščena greda, ki se dviga nad gladino vode (kot kosa) in ločuje laguno od morja. Za razliko od tombolo klečev, peresip redko tvori sosednji pas in ima običajno enega ali več kanalov, ki povezujejo laguno in morje. Številne geografske lokacije se imenujejo peresip, najbolj opazno pa je okrožje Peresip v Odesi, zgrajeno na širokem peresipu, ki ločuje laguno Khadzhibey in Kuialnyk od Črnega morja.

#### Pristaniški in rečni kleči
Pristaniški ali rečni kleč je usedlina, ki nastane na vhodu v pristanišče ali rečnem ustju z odlaganjem sladkovodnih usedlin ali z delovanjem valov na morsko dno ali na dvignjene obale.
Kjer so plaže primerno premične ali če so rečne viseče ali stružne obremenitve dovolj velike, lahko nanos povzroči nastanek peščene grede, ki popolnoma blokira rečno ustje in zajezi reko. Lahko je sezonski naravni proces vodne ekologije, ki povzroča nastanek estuarijev in mokrišč v spodnjem toku reke. To stanje bo vztrajalo, dokler kleče ne bo erodiralo morje ali dokler zajezena reka ne razvije dovolj višine, da prebije kleč.
Oblikovanje pristaniških klečev, ki preprečujejo dostop čolnom in ladijskim prevozom, je lahko posledica:
- gradnja na obali ali v pristanišču - npr.: valobrani, uničenje habitata sipin.
- razvoj navzgor – npr.: jezovi in akumulacije, uničenje obrežnega območja, spremembe rečnih bregov, kmetijska zemljišča ob reki, preusmeritve vode.
- erozija povodja zaradi sprememb habitata — npr.: krčenje gozdov, gozdni požari, razvrščanje za razvoj.
- umetno ustvarjena/poglobljena pristanišča, ki zahtevajo redno vzdrževanje s poglabljanjem.

#### Navtična navigacija
V navtičnem smislu je kleč plitvina, podobna grebenu: plitva tvorba (običajno) peska, ki je nevarna za plovbo ali pristajanje, z globino vode 11 metrov ali manj. Zato velja za kopičenje mulja, ki poplitvi vhod ali tok reke ali potoka. Kleč lahko predstavlja nevarno oviro za ladijski promet, saj preprečuje dostop do reke ali pristanišča v slabih vremenskih razmerah ali ob nekaterih stanjih plime.

## Geološke enote
Poleg zgoraj obravnavanih vzdolž obalnih klečev, ki so razmeroma majhne značilnosti plaže, lahko izraz plitvina uporabimo za večje geološke enote, ki nastanejo ob obali kot del procesa obalne erozije, kot so kose in zalivi, ki se oblikujejo čez sprednjo stran pred oviro in riasom. Tombolo je kleč, ki tvori ožino med otokom ali morsko skalo in celinsko obalo.
Na mestih ponovnega vdora vzdolž obale (kot so zalivi, riasi) bodo usedline, ki jih prenaša obalni tok, izpadle tam, kjer se tok razprši, in tako nastane kosa. Območje vode, izolirano za velikim klečem, se imenuje laguna. Sčasoma se lahko lagune zamuljijo in postanejo slana močvirja.
V nekaterih primerih so lahko plitvine predhodnice širjenja plaže in nastajanja sipine, ki zagotavljajo vir usedlin, ki jih nanaša veter, da se povečajo takšne oblike plaž ali sipin.

## Človeška naselitev
Že v prazgodovini si je človek za prebivališče izbral nekatere plitvine. V nekaterih zgodnjih primerih so lokacije omogočale enostaven dostop do izkoriščanja morskih virov. V sodobnem času so ta mesta včasih izbrana za vodne ugodnosti ali razgled, vendar je veliko takih lokacij nagnjenih k škodi zaradi neurja.
Območje v severozahodni Alabami lokalni prebivalci običajno imenujejo »The Shoals«, eno od mest, Muscle Shoals, pa je poimenovano po takšni obliki zemlje in številčnosti školjk.